# Australisis sarmentosa
Australisis sarmentosa är en korallart som beskrevs av Bayer och Carlo de Stefani 1987. Australisis sarmentosa ingår i släktet Australisis och familjen Isididae.
Artens utbredningsområde är Södra Ishavet. Inga underarter finns listade i Catalogue of Life.